# Mord in bester Gesellschaft: Das Scheusal
Das Scheusal ist ein deutscher Fernsehfilm von Lars Montag zu einem Drehbuch von Dirk Kämper und Montag aus dem Jahr 2015. Es handelt sich um die dreizehnte Episode der Kriminalfilmreihe Mord in bester Gesellschaft mit Fritz Wepper als Psychiater Wendelin Winter in der Hauptrolle.

## Handlung
Psychiater Dr. Wendelin Winters Tochter Alexandra soll über Gerd Granitzka, der gestanden hat, sechs Morde begangen zu haben, einen Artikel schreiben. Dabei erhält sie Unterstützung von ihrem Vater, der sich mit dem Mehrfachmörder unterhält und die alten Akten für die Recherche noch einmal durchforstet. Hierbei kommen ihm aufgrund einiger Ungereimtheiten Zweifel, ob das Schuldeingeständnis Granitzkas der Wahrheit entspricht. Er lässt den Fall neu aufrollen.

## Hintergrund
Für Das Scheusal wurde vom 26. November 2014 bis zum 22. Dezember 2014 an Schauplätzen in München und Umgebung gedreht. Die Erstausstrahlung fand am Donnerstag, den 11. Juni 2015 auf Das Erste statt.

## Kritik
Die Kritiker der Fernsehzeitschrift TV Spielfilm gaben dem Film ihre bestmögliche Wertung, sie zeigten mit dem Daumen nach oben. Sie fanden, „die meist dröge Reihe gewinnt hier dank des pfiffigen Plots, Witz und der guten Besetzung (darunter Bühnenstar Katja Bürkle als Betreuerin Granitzkas) erstaunlich an Format“ und konstatierten: „Fritze Weppers Leid ist des Zuschauers Freud.“